# 澤邊芳明
澤邊 芳明（さわべ よしあき、1973年10月1日 - ）は日本の実業家。株式会社ワントゥーテン代表取締役社長であり、空間DXカンパニー 「1→10（ワントゥーテン）」を率いる。
姓の「澤」は「沢」の旧字体かつ「邊」は「辺」の旧字体であるため、「沢辺 芳明」と表記するケースもある。

## 来歴
1973年、東京都生まれ、奈良市育ち。
1992年3月に京都工芸繊維大学入学。
1992年4月、18歳の時にバイク事故に遭う。2年半で4つの病院を転々とし、日本トップクラスのリハビリセンターでのトレーニングの後、21歳で大学に復学、プログラミングを習得。また、京都の地域創生団体で理事を務め、様々なイベントを手掛ける。
1997年、在学中の24歳で、個人事業として「ワン・トゥー・テン・デザイン」を創業。
2001年3月、京都工芸繊維大学卒業。同事業を法人化。
2012年にワン・トゥー・テン・ホールディングスを設立、広告クリエイティブに加え、IoTやロボティクス、空間演出等、活動の領域を広げる。
2015年、日本財団パラリンピックサポートセンター開設にあたり、オフィスデザインやスローガン ｢i enjoy!｣作成などの総合クリエイティブディレクターを務めた。香取慎吾がセンター内に壁画を作成。
2016年、リオ2016パラリンピック閉会式フラッグハンドオーバーセレモニーのコンセプト「POSITIVE SWITCH」を佐々木宏氏と発案。WIRED Audi INNOVATION AWARD 2016にて、次世代を作るイノヴェイター100人の一人に選ばれる。公益財団法人東京オリンピック・パラリンピック競技大会組織委員会 アドバイザーに就任。オリンピックおよびパラリンピックの金銀銅メダルデザイン審査員や聖火リレーランナーを務めた。
2017年、パラスポーツの普及を推進するために、車いすロードレースを疑似体験できるVRレーサー「CYBER WHEEL（サイバーウィル）」を発表。これまでに小池都知事や30,000人以上の体験者がいる。8月には、｢CYBER BOCCIA（サイバーボッチャ）｣を発表。エンターテイメントの力を使ってパラスポーツのボッチャを資金援助する仕組みを整えた。
2020年、歌舞伎俳優の市川海老蔵丈と共に起案したサブスクリプション型クラウドファンディングサービスのENUを発表。伝統工芸や生産者の支援を開始。
2022年、デジタルツインメタバースQURIOSの提供を開始。8月には初めての自叙伝となる「ポジティブスイッチ 絶望からの思考革命」を小学館より出版。

## 主な役職
- 株式会社ワントゥーテン 代表取締役社長
- 株式会社ワントゥーテンイマジン 代表取締役社長
- 1-10HOLDINGS INTL PTE. LTD. CEO
- 翼狮(上海) 营销策划有限公司 董事長
- 大阪・関西万博TEAM EXPO 2025プログラム スタートアップ ブーストプロジェクトリーダー
- 公益財団法人東京オリンピック・パラリンピック競技大会組織委員会 アドバイザー
- 公益財団法人東京オリンピック・パラリンピック競技大会組織委員会 東京2020大会入賞メダルデザインコンペティション審査会メンバー
- 公益財団法人日本財団パラリンピックサポートセンター 顧問
- 一般社団法人超人スポーツ協会 理事
- 一般社団法人日本ボッチャ協会 代表理事
- 一般社団法人Metaverse Japan アドバイザー
- 一般社団法人Earth&Human 理事
- 身体性メディアコンソーシアム 会員
- 文部科学省 ユニバーサル未来社会推進協議会 会員
- 内閣府クールジャパン官民連携プラットフォーム 構成員
- グロービスG1 ファンデーションメンバー
- 情報経営イノベーション専門職大学 超客員教授

## メディア出演
- 市川海老蔵×サワベヨシアキによるスペシャル対談『真逆で最強のふたり』　~ワントゥーテン ジャパネスクプロジェクト4事業方針発表会~ - Youtube
- NHKワールドニュース(2019年2月4日) - NHK
- ルソンの壺　～11月号～「スポーツ×テクノロジーでスポーツを拡大！　 - NHK - ウェイバックマシン（2019年1月11日アーカイブ分）
- NEWS ZEROメインゲスト(2018年10月31日) - 日本テレビ
- 気づきの扉(2018年10月26日 - テレビ朝日
- ワールドビジネスサテライト トレンドたまご「分身製造機」 - テレビ東京
- きょうの人 - 産経新聞
- BBC World News
- NEWS ROOMS TOKYO「誰もがパラスポーツを楽しむ」 -  NHK WORLD
- NHK ニュース おはよう日本「パラスポーツとデジタル技術の融合」 - NHK 総合テレビ
- 新・週刊フジテレビ批評　The 批評対談 「2020年 日本の“ポジティブ”な未来」 - フジテレビ
- ワールドビジネスサテライト トレンドたまご「サイバーボッチャ」 - テレビ東京
- PARA☆DO！「世の中の当たり前をかえていきたい」 - フジテレビ
- IBM THINK Blog Japan「テクノロジーと人と社会：未来をアンロックする技術とは」
- innovators 情熱のカラクリ 第6回：ワントゥーテンホールディングス 澤邊 芳明氏 | デジタルテクノロジーで世の中の「当たり前」を変えていく - IoTToday
- ワールドビジネスサテライト トレンドたまご「サイバーウィル」- テレビ東京
- リオパラリンピック閉会式 引き継ぎセレモニーの舞台裏と東京2020に向けた構想｜SENSORS（センサーズ）｜Technology×Entertainment
- しょこたんらがクールジャパンを語る…ガンダムが東京五輪に登場する？ - CYCLE
- しょこたん、車椅子型VRに感激「未来が一気に来た感じ！」 - CYCLE
- 2017年の広告界予測 - 宣伝会議
- 55周年特別企画　クリエイティブ未来会議 広告界40代クリエイター座談会「経験豊富な40代は『リセット』で新たな境地を開拓する？ - ブレーン
- パラリンピックサポートセンターをデザイン - 東京新聞一面 - ウェイバックマシン（2016年4月4日アーカイブ分）
- デジタルでスポーツに楽しさを 「VRの達人」社長が描く夢 - ITpro
- 「東京パラリンピック」をもっと楽しく――2020年の成功に向けたクリエイティブ戦略の一端を見た - mugendai
- 未来への作用点を作る - 京都移住計画
- 電通、ワン・トゥー・テン・ロボティクスと業務提携 - 共同通信 - 朝日新聞デジタル
- 業界リーダーに聞きました「デジタルの世界で活躍するためには？」 - 宣伝会議
- NEWSZERO ZEROhuman - 日本テレビ - ウェイバックマシン（2014年2月27日アーカイブ分）
- WORLDMAKER インタビュー

## 登壇
- 東京2020参画プログラム「文化オリンピアードナイト」市川海老蔵、宮本亜門、草刈民代、澤邊芳明
- 「東京2020大会入賞メダルデザインコンペティション審査会」審査員
- イベント総合EXPO 特別公演 「2020年東京情景予測～デジタルテクノロジーの使い手が見るイベント体験の未来像～」
- 京まなびー知るともっと日本が好きになる「京都出身社だからわかる！京都のビジネスと魅力とメリットとは」
- DIVE DIVERSITY SUMMIT SHIBUYA 2017
- タイムアウト東京主催、日経マガジンFUTURECITY セミナー『OPEN TOKYO Talk』

- CEATEC JAPAN 2017 イノベーションステージ
- Industry Co-Creation ™ (ICC) カンファレンス KYOTO 2017
- 日経BP主催　D3 WEEK 2017〜デジタル×データ×デザインで真の顧客ファーストを描き出す～
- 超人スポーツ協会×横浜DeNAベイスターズ ハッカソン「超★野球」審査員
- ライブ・エンターテイメントEXPO2017 特別セミナー 「VR・ARや身体データの活用がスポーツ・イベント体験の鍵に！2020年に向けた、近未来テクノロジー予測」
- 超人スポーツ協会二周年記念シンポジウム「ひと×まち×超人スポーツ」慶應義塾大学
- フジテレビ Symposia「世界を変えるポジティブスイッチ～東京2020　未来の景色が見えてきた～」
- WIRED Audi INNOVATION AWARD 2016｜WIRED.jp
- 東京2020アイディアソン　東京オリンピック・パラリンピック競技大会組織委員会審査員
- KMD-forum 2016 慶應義塾大学「2020ぼくらの開会式」
- Advertising Week Asia（2016年）「熱狂 アニメ100周年 アニメはまだまだ熱くなる」
- 太秦江戸酒場 特別フォーラム「時代劇はテクノロジーで未来に生き残れるか」- WIRED.jp

## 著書
- ポジティブスイッチ 絶望からの思考革命 : 澤邊芳明【著】 : 小学館刊
- デジタルで変わる 宣伝広告の基礎 : 宣伝会議編集部【編】 : 宣伝会議刊　日本広告審査機構、和田龍夫、澤邊芳明など
- ネットでものを生み出すということ : 松村慎【著】 : ワークスコーポレーション刊　家入一真、澤邊芳明など